# Liste der geschützten Landschaftsbestandteile im Landkreis Dillingen an der Donau
Im Landkreis Dillingen an der Donau gab es im Februar 2023 insgesamt 13 ausgewiesene geschützte Landschaftsbestandteile.

## Geschützte Landschaftsbestandteile
| 3 Linden, 13 Kastanien, 4 Akazien neben dem Judenfriedhof             | BW | LB-01608 / 131-ND    | Buttenwiesen                          | ⊙ |      |  |
| 6 Eichen, 1 Lärche, mehrere Föhren und Sträucher auf dem Kapellenberg | BW | LB-01604             | Wertingen                             | ⊙ |      |  |
| 7 Weiden im Ried bei Sontheim                                         | BW | LB-01605 / 125-ND    | Zusamaltheim                          | ⊙ |      |  |
| Bäume und Sträucher am Weg ins Mühlholz                               |    | LB-01607 / 130-ND    | Laugna                                | ⊙ |      |  |
| Bäume und Sträucher unterhalb der Schule                              | BW | LB-01606 / 126-ND    | Wertingen                             | ⊙ |      |  |
| Enzianwiese am Heuberg                                                | BW | LB-01548 / 134-ND    | Zöschingen                            | ⊙ | 1,36 |  |
| G'hagberg                                                             | BW | LB-01547 / 132-ND    | Zöschingen                            | ⊙ | 1,26 |  |
| Hirschmahd                                                            | BW | LB-01599 / 140-ND    | Buttenwiesen                          | ⊙ | 4,17 |  |
| Leite                                                                 | BW | LB-01549 / 133-ND    | Höchstädt a.d.Donau Zwei Teilflächen: | ⊙ | 3,35 |  |
| Pfaffenbogen                                                          | BW | LB-01546 / 138-ND    | Gundelfingen a.d.Donau                | ⊙ | 4,86 |  |
| Streuwiese im Hoppen                                                  | BW | LB-01550 / 135-ND-LB | Wertingen                             | ⊙ | 2,33 |  |
| Streuwiese im Unteren Ried                                            | BW | LB-01444 / 136-ND-LB | Wertingen                             | ⊙ | 2,75 |  |
| Wacholderheide am steinernen Stürzel                                  |    | LB-01545 / 137-ND-LB | Syrgenstein                           | ⊙ | 4,04 |  |
| Legende für Geschützter Landschaftsbestandteil                        |    |                      |                                       |   |      |  |